# La notte di un nevrastenico
La notte di un nevrastenico (deutsch etwa: ‚Die Nacht eines Neurasthenikers‘) ist eine Farsa (Originalbezeichnung: „Dramma buffo“) in einem Akt von Nino Rota (Musik) mit einem Libretto von Riccardo Bacchelli. Nach einer Radio-Ausstrahlung der RAI am 19. November 1959 kam es am 8. Februar 1960 in der Piccola Scala in Mailand zur szenischen Uraufführung.

## Handlung
Der spätere Literatur-Nobelpreisträger Eugenio Montale fasste den Inhalt in seiner Rezension der Uraufführung im Corriere d’informazione folgendermaßen zusammen:

“Il libretto di Bacchelli ci fa conoscere un nevrotico che spera di dormire in pace avendo affittato, all’albergo, anche le camere comunicanti, nell’illusione che esse restino vuote. Ma siamo in tempo di fiera, l’albergatore introduce rumorosi clienti anche nelle camere riservate e solo dopo varie colluttazioni il nevrotico può liberarsi dai disturbatori; senza però trovare il sonno, perché ormai è giorno fatto e il cameriere bussa alla sua porta col “caffè ben caldo”.”

„Bacchellis Libretto zeigt einen Neurotiker, der hofft, sich im Hotel eine friedliche Nacht zum Schlafen gesichert zu haben, da er auch die Nachbarzimmer genommen hat, im Irrglauben, dass sie leer bleiben würden. Doch es findet eine Messe statt, und der Hotelmanager führt laute Gäste auch in die reservierten Zimmer, und erst nach einigen Streitereien gelingt es dem Mann schließlich, die Störer loszuwerden; doch ohne Schlaf zu finden, denn es ist bereits Morgen, und der Zimmerdiener klopft an seine Tür mit ‚heißem Kaffee‘.“

Szene 1. Die Szene zeigt drei benachbarte Zimmer eines Hotels in einer großen Stadt, die durch geschlossene Türen miteinander verbunden sind. Vom mittleren Zimmer gibt es eine Tür zum Flur und eine kleinere zum Badezimmer. Die beiden Nebenzimmer haben außerdem verschlossene Eingangstüren. Der Zugang erfolgt über das Treppenhaus und den Lift auf der rechten Seite. Die beiden Zimmer an den Seiten sind dunkel, das mittlere dagegen hell erleuchtet. Der Neurastheniker betritt diesen Raum und prüft ihn wie auch die beiden Nebenzimmer, bevor er sich in das Badezimmer zurückzieht. Wenig später treten der Concierge und der Kommandeur aus dem Lift, gefolgt von einem Zimmerdiener mit einem Koffer. Der Concierge erinnert seinen Gast daran, sich möglichst leise zu bewegen, denn im Nachbarzimmer befinde sich ein verrückter Neurastheniker, der unter Schlaflosigkeit leide und auf gar keinen Fall gestört werden dürfe. Er schickt den Zimmerdiener nach unten, um das Hotel zu schließen.
Szene 2. Während sie das Zimmer betreten, erklärt der Concierge, dass der Neurastheniker außer seinem eigenen auch die beiden Nachbarzimmer gemietet habe, um seine Ruhe sicherzustellen. Er darf daher nicht bemerken, dass die Zimmer trotzdem anderweitig vergeben wurden, weil die ganze Stadt wegen der Messe überfüllt ist.
Szene 3. Der Neurastheniker beauftragt den Concierge, ihn pünktlich um sechs Uhr morgens wecken und einen Kaffee bringen zu lassen. Er legt sich schlafen.
Szene 4. Der Kommandeur packt zunächst vorsichtig seinen Koffer aus, doch dann ärgert er sich über das Verhalten des Hotelmanagers und wirft wütend einen seiner Schuhe auf den Boden.
Szene 5. Der Kommandeur hat sich wieder beruhigt und geht zu Bett. Der Neurastheniker ist jedoch von dem Geräusch des Schuhs aufgeschreckt und beginnt langsam zu zählen, um wieder einschlafen zu können. Dies funktioniert jedoch nicht, da er zwanghaft darauf wartet, dass auch der andere Schuh herunterfällt. Er klingelt nach dem Personal.
Szene 6. Hoteldiener und -dienerinnen eilen herbei, und alle betreten unter der Leitung des Concierges das Zimmer des Verrückten. Der bedroht sie mit einer Pistole, würgt den Concierge und verlangt wütend Auskunft über die Quelle des Geräuschs.
Szene 7. Der Neurastheniker weckt den Kommandeur und fordert ihn auf, ihm seine Schuhe zu zeigen. Da beide vorhanden sind, ist er erst einmal beruhigt.
Szene 8. Der Neurastheniker schickt das Personal wieder fort. Da klingelt das Telefon neben seinem Bett. Es ist der Hotelmanager. Der Neurastheniker legt den Hörer mit einem Fluch wieder auf und versucht verzweifelt mit dem Kopf unter dem Kissen einzuschlafen.
Szene 9. Im anderen Nebenzimmer verbringt ein Pärchen eine Liebesnacht und wird allmählich lauter. Der Neurastheniker beginnt wieder zu zählen, springt dann auf, öffnet die Tür und beschimpft das Paar lautstark.
Szene 10. Der Neurastheniker ruft den Concierge.
Szene 11. Er besteht darauf, dass die Leute aus den Nachbarzimmern entfernt werden. Dem Concierge bleibt nichts anderes übrig, als dem Folge zu leisten. Angesichts des vor Wut tobenden Neurasthenikers sehen alle ein, dass eine Flucht auch für sie am besten ist.
Szene 12. Endlich kann der Neurastheniker in Ruhe schlafen. Doch gerade als er es sich im Bett bequem gemacht hat, klopft es an der Tür. Es ist sechs Uhr, und der Zimmerdiener bringt den bestellten Kaffee.

## Gestaltung
In La notte di un nevrastenico kombinierte der Komponist Nino Rota eine Vielzahl unterschiedlicher Stile von Igor Strawinsky, Sergei Prokofjew, Giacomo Puccini oder Franz Lehár bis zum Jazz oder Mambo. Außerdem zitierte er wie in vielen seiner Werke seine bekannten Filmmusiken, hier beispielsweise den Blues aus La dolce vita.
Das Orchester benötigt die folgenden Instrumente:
- Holzbläser: Piccoloflöte, zwei Flöten, Oboe, Englischhorn, zwei Klarinetten, zwei Fagotte, Altsaxophon
- Blechbläser: zwei Hörner, zwei Trompeten, Posaune
- Pauken, Jazz-Schlagwerk, Xylophon, Vibraphon
- Celesta, Klavier
- Glockenspiel
- Harfe
- Streicher: Violinen 1, Violinen 2, Bratschen, Violoncelli, Kontrabässe

## Werkgeschichte
Nino Rotas kurze Farsa oder „dramma buffo“ La notte di un nevrastenico entstand im Jahr 1959 auf ein Libretto von Riccardo Bacchelli. Den Auftrag erhielt Rota nach dem Erfolg seiner Oper Il cappello di paglia di Firenze 1958 an der Mailänder Piccola Scala von der dortigen Theaterdirektion. Sie wurde zuerst als Radio-Oper am 19. November 1959 vom italienischen Sender RAI aus dem Auditorium von RAI-TV ausgestrahlt. Die Leitung hatte Bruno Maderna. Es sangen Italo Tajo (Neurastheniker), Paolo Montarsolo (Concierge), Francesco Albanese (Kommandeur), Rena Gary Falachi (Sie) und Luciano Soldari (Er und Zimmerdiener). Der Komponist wurde für dieses Werk mit dem Premio Italia RAI ausgezeichnet.
Die szenische Uraufführung fand am 8. Februar 1960 zusammen mit Igor Strawinskis Mavra (1922) und Gian Francesco Malipieros Sette canzoni (1925) unter der Leitung von Nino Sanzogno in der Piccola Scala in Mailand statt. Regie führte Franco Enriquez. Für die Bühne waren Théodore Strawinsky, Lorenzo Ghiglia und Gianfilippo Usellini zuständig. Die Sänger waren Paolo Montarsolo (Neurastheniker), Carlo Badioli (Concierge), Carlo Franzini (Kommandeur), Renata Ongaro (Sie), Nicola Monti (Er) und Angelo Mercuriali (Zimmerdiener). Der Erfolg erreichte nicht ganz den von Il cappello di paglia di Firenze.
2016 zeigte das Theater Orchester Biel Solothurn das Werk zusammen mit Giacomo Puccinis Gianni Schicchi in einer Inszenierung von Andreas Zimmermann.

## Aufnahmen
- 1995 – Denise Fedeli (Dirigent), Orchestra Sinfonica Calabrese.
 Nicola Ulivieri (Neurastheniker), Andrea Papi (Concierge), Paolo Pellegrini (Kommandeur), Monica Colonna (Sie), Walter Omaggio (Er).
 Liveaufnahme.
 La Bottega Discantica 9 (1 CD).[10]:16066
- 28. und 30. November 2003 – Flavio Emilio Scogna (Dirigent), Gabbris Ferrari (Inszenierung), Orchestra Filarmonica Veneta G.F. Malipiero, Coro del Teatro Sociale di Rovigo.
 Paolo Drigo (Neurastheniker), Lorenzo Battagion (Concierge), Nunzio Galli (Kommandeur), Sabrina Testa (Sie), Shin Young-Hon (Er), Giuliano Scaranello (Zimmerdiener).
 Live aus Rovigo.
 Bongiovanni GB 2367/68-2 (2 CDs).[10]:16067
- 30. September/1. Oktober 2017 – Gabriele Bonolis (Dirigent), Cesare Scarton (Regie), Michele Della Cioppa (Bühne), Anna Biagiotti (Kostüme), Andrea Tocchio (Licht), Reate Festival Orchestra.
 Giorgio Celenza (Neurastheniker), Carlo Feola (Concierge), Daniele Adriani (Kommandeur), Sabrina Cortese (Sie), Antonio Sapio (Er), Vincenzo Carnì (Zimmerdiener).
 Audio und Video; live vom Reate Festival aus dem Teatro Flavio Vespasiano in Rieti.
 Dynamic CDS7830.02 (2 CDs), Dynamic DYN-37830 (DVD).[3][11]